# هيلين ميليغان
هيلين ميليغان (بالإنجليزية: Helen Milligan)‏ هي لاعبة شطرنج نيوزيلندية، ولدت في 25 أغسطس 1962 في غلاسكو في المملكة المتحدة.

## وصلات خارجية
- هيلين ميليغان على موقع الاتحاد الدولي للشطرنج (الإنجليزية)
- هيلين ميليغان على موقع مباريات الشطرنج (الإنجليزية)
- هيلين ميليغان على موقع 365Chess.com (الإنجليزية)
- هيلين ميليغان على موقع Chesstempo.com (الإنجليزية)
- هيلين ميليغان سجل أولمبياد الشطرنج للسيدات على موقع OlimpBase.org (الإنجليزية)